# Myslina
Myslina je obec na Slovensku v okrese Humenné v Prešovském kraji ležící 6 km západně od města Humenné. Žije zde 583 obyvatel.
První písemná zmínka pochází z roku 1307. Nachází se zde římskokatolický kostel Povýšení svatého Kříže.